# Утренний рейс
«Утренний рейс» — советский короткометражный фильм 1959 года греческого режиссёра Маноса Захариаса по рассказу Менелая Лудемиса.

## Сюжет
Оккупированная немцами Греция. Перед утренним рейсом шофёр автобуса Никос за кофе в кафе узнаёт от буфетчика, что накануне карателями был казнён антифашист — старший брат мальчишки Вагиса, который работает в его автобусе кондуктором. Автобус выходит на рейс. Пассажиров в ранний час немного, один старичок удобно усевшись начинает вслух читать газету… сейчас Вагис узнаёт страшную новость. Никос, чтобы заглушить голос старичка, начинает громко сигналить, едет по ухабам и автобус трясёт — пассажир вынужден отложить газету. Но вскоре снова принимается за чтение. Никос резко тормозит автобус: случилось то, чего он так боялся — он видит, как тяжёлое горе обрушилось на парня, но тот ничем не выдал боли: Вагис подал условный сигнал — «Поехали». Горе не сломило его, он продолжит рабочий день и дело брата.

## В ролях
- Александр Пелевин — Никос, шофёр
- Руслан Ахметов — Вагис, кондуктор

В эпизодах: Владимир Граве, Сергей Килигин, Анна Родионова и другие.

## О фильме
ВГИКовская учебная работа греческого режиссёра Маноса Захариаса снятая на «Мосфильме», дебютная — первая самостоятельная его режиссёрская работа — до этого он был лишь вторым режиссёром на съёмках фильма «Шли солдаты…» Леонида Трауберга.

Жёсткой, вернее, ожесточенной напряженностью, запоминалась учебная работа Захариаса «Утренний рейс». Сжатость новеллы гармонировала там с лаконизмом режиссуры, а лимитированный метраж служил надежным предохранителем от каких бы то ни было излишеств.— журнал «Искусство кино», 1961